# T13 En Vivo
T13 en Vivo (anteriormente conocido como T13 Móvil y 13.2) es un canal de televisión abierta de noticias chileno, propiedad del Grupo Luksic y operado por Secuoya Chile.
Es emitido por televisión digital terrestre en el subcanal .2 del múltiplex de Canal 13. Inició sus transmisiones como canal por internet el 26 de abril de 2016, para luego ser transmitido por televisión a partir de 2017, en donde cesó temporalmente sus emisiones en 2021 para posteriormente ser relanzado el 10 de abril de 2023. También se encuentra disponible en la televisión de pago.

## Antecedentes
A inicios de 2008, VTR, ante demandas por monopolio de la televisión por cable por parte de Canal 13 y la Fiscalía Nacional Económica de Chile, convoca a una licitación pública para asignar una frecuencia de alcance nacional para una señal de noticias que acompañase el lanzamiento de CNN Chile, un joint venture que lanzaría en conjunto con Turner Latin America — hoy Warner Bros. Discovery Latin America. De las distintas propuestas recibidas, VTR finalmente opta por el proyecto de TVN, Canal 24 Horas.
Canal 13 no postula a la licitación de VTR y decide realizar un canal de noticias por internet, lanzado el 18 de mayo de 2008 bajo el nombre de Tele13 Online, el que sería emitido a través del sitio web de Teletrece. La programación estaba compuesta de espacios abordando espectáculos, noticias internacionales, deportes, entre otros; en conjunto con la emisión de boletines informativos a lo largo del día. También transmitió en simultáneo con Canal 13 los noticiarios de Teletrece, sus ediciones regionales, y el informativo En boca de todos, además de repeticiones de otros programas de prensa producidos para el canal.
El 1 de agosto de 2010[cita requerida], Tele13 Online se suma a la grilla de los cableoperadores GTD Manquehue y Telsur.
El 6 de enero de 2011 cesan las transmisiones de Tele13 Online, como consecuencia del despido de todos los empleados detrás de la señal, siendo parte de los cambios hechos tras la venta de Canal 13 al Grupo Luksic.

## Historia

### 2016-2020: T13 Móvil
El 26 de abril de 2016, junto al debut de un nuevo sitio web, el departamento de prensa de Canal 13 inicia las transmisiones de una señal en línea bajo el nombre de T13 Móvil. Su programación consistía de emisiones simultáneas y repeticiones de contenidos de prensa de Canal 13, Tele13 Radio, y BBC News Mundo. En agosto del mismo año, se añaden contenidos de su señal hermana 13C y se realiza el primer programa dedicado para la señal, Digan la verdad en la Web, un espacio de comentario deportivo.
El 29 de diciembre de 2017, T13 Móvil comienza a emitir en televisión digital terrestre por la señal .2 del múltiplex de Canal 13.
El jueves 16 de abril de 2020, tras el acuerdo entre el CNTV y ANATEL, la señal de TV Educa Chile se emite a nivel nacional en las frecuencias .2 de Canal 13 ocupando el horario entre las 07:00 y 22:00 horas; T13 Móvil ocupó la transmisión en las horas restantes.[cita requerida]

### 2021-presente: T13 en Vivo
Tras el anuncio de la transformación de TV Educa Chile a NTV, las frecuencias .2 vuelven a emitir T13 Móvil de forma completa, ahora renombrado como T13 en Vivo. Una de las primeras coberturas tras el cambio fue la emisión de las sesiones de la Convención Constitucional, la cual estuvo a cargo de escribir una propuesta de constitución política para el país.
Durante 2021, el canal deja de emitir por televisión digital terrestre. Esto fue para cumplir con las regulaciones exigidas por la Subsecretaría de Telecomunicaciones de Chile, debido a que en ese momento finalizó el período legal de pruebas en TDT. A pesar de eso, la señal siguió emitiendo por streaming, y en 2022, el canal se integra a la televisión de paga, incorporándose a las grillas de las operadoras Entel, Zapping, Mundo y DirecTV - DGO.
El 28 de marzo de 2023, después de un año y medio sin emisiones en la televisión digital, el subcanal .2 empezó a emitir un bucle anticipando el regreso del T13 en Vivo a la frecuencia. El 5 de abril del mismo año se anunció que el reelanzamiento se efectuaría el 10 de abril de 2023. También se anunció la transmisión de eventos deportivos, entre ellos la Primera División de Chile 2023 y los Juegos Panamericanos y Parapanamericanos de Santiago 2023.
El canal se reestrena en televisión digital terrestre el 10 de abril de 2023 con el programa T13 Digital, bajo la conducción de la periodista Cristina González, acompañada por Chantal Aguilar.

## Programación
La señal emite principalmente programas de carácter informativo, incluyendo las transmisiones simultáneas de las distintas ediciones de Teletrece (en conjunto con Canal 13), y T13 Digital PM (en conjunto con 13C). El canal también tiene programas temáticos de distinta índole, abarcando temas como política, economía, actualidad internacional, deportes, espectáculos y ciencia.
La señal también ha emitido eventos deportivos, entre ellos los Juegos Panamericanos y Parapanamericanos de Santiago 2023.

## Logotipos del noticiero

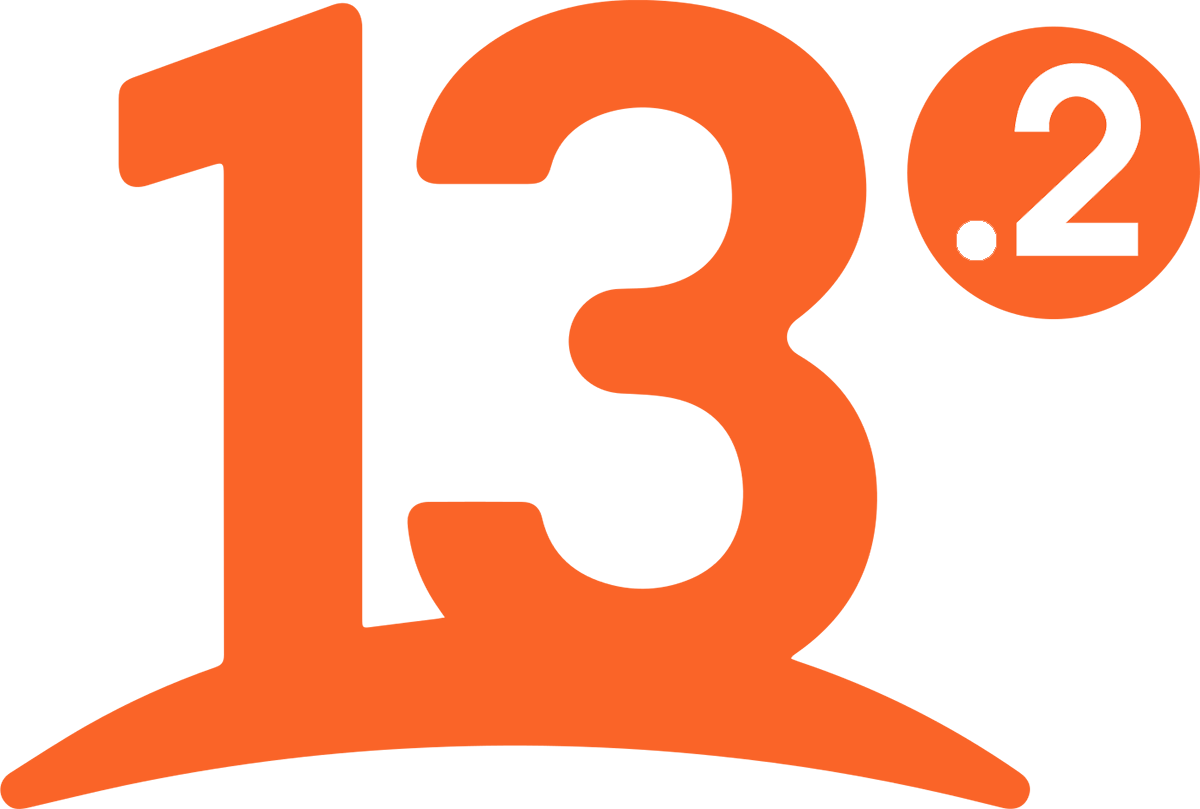
Logotipo usado entre 2018 y 2020; 2021 y 2022.
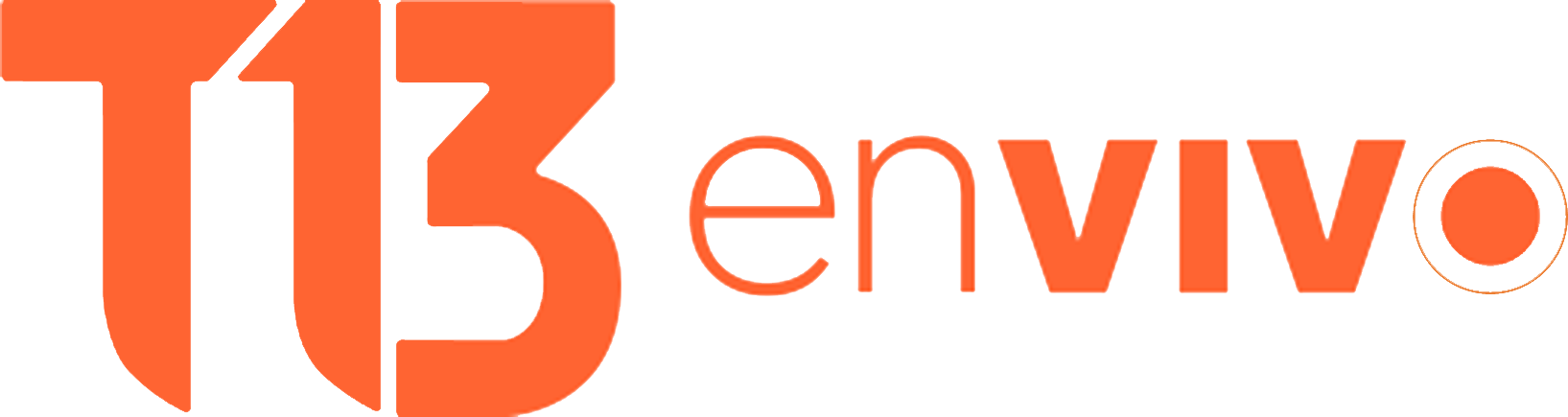
Logotipo usado entre 2023 y 2025.
Logotipo usado desde el 17 de julio de 2025.